# Marietta Marcolini
Marietta Marcolini (c. 1780, Florencia-26 de diciembre de 1855) fue una contralto operística italiana.

## Biografía
Marietta Marcolini nació en Florencia circa 1780. Se desconoce la fecha de su debut teatral, pero se presentó en Venecia en 1800. Posteriormente, cantó en Nápoles, Livorno, Pisa, Roma y Milán. Cantó en los estrenos de La serva bizzarra de Pietro Carlo Guglielmi (Nápoles 1803), Andromaca e Pirro de Giacomo Tritto (Roma 1807), Traiano in Dacia de Giuseppe Nicolini (Roma 1807), L'amante prigioniero de Carlo Bigatti (Milán 1809) y Le rivale generose de Ercole Paganini (Milán 1809). Gioachino Rossini escribió cinco partes para ella entre 1811 y 1814 que, por su tema y dificultad técnica, justifican la reputación contemporánea de Marcolini por su talento como comediante y una voz espléndida.

## Papeles desempeñados
- Ernestina en El curioso malentendido (Bolonia 1811)
- Ciro en Ciro en Babilonia (Ferrara 1812)
- Clarice en La piedra de toque (Milán 1812)
- Isabella en La italiana en Argel (Venecia 1813)
- Sigismondo en Sigismondo (Venecia 1814)